# Рафальский, Василий Лукич
Василий Лукич Рафальский (1838/1839—1887) — российский педагог, инспектор классов Киевского института благородных девиц, цензор; действительный статский советник.
Брат Т. Л. Рафальского.

## Биография
Родился 28 декабря 1838 (9 января 1839) года в Житомире — сын преподавателя Житомирской гимназии и краеведа Луки Михайловича Рафальского (1812—1886).
Учился в Главном педагогическом институте, после закрытия которого в 1861 году окончил со степенью кандидата историко-филологический факультет Санкт-Петербургского университета.
В течение двадцати пяти лет преподавал русскую словесность, историю, географию, педагогику: с 1862 года — старший учитель истории Олонецкой губернской гимназии; с 1863 года преподавал и заведовал учебной частью в Мариинском донском институте и, одновременно, некоторое время по приглашению войскового наказного атамана редактировал неофициальную часть «Донских областных ведомостей». В 1878—1887 годах был инспектором классов, преподавателем педагогики и членом Совета Киевского института благородных девиц; был отдельным цензором по иностранной и внутренней цензуре (1881—1887) и управлял Киевским цензурным ведомством: 

По убеждениям вполне русский человек, он вместе с тем, как человек просвещенный и образованный, ясно сознавал, какое значение в наше время имеет печатное слово. Как цензор, он давал киевской печати простор и свободу в области научных исследований, не препятствовал разъяснению путем историческим и критическим прошедшего и настоящего, отживших и существующих форм общественной и политической жизни, но ревниво охранял религию и нравственные правила.— Некролог // ВЕВ. — 1988. — № 1-2, неоф. ч. — С. 76.
Скончался 14 (26) декабря 1887 года в Киеве от Брайтовой болезни. Имел двух дочерей и двух сыновей. За год до смерти были напечатаны его «Заграничные скитания больного» (Киев : тип. И. Н. Кушнерева и К°, 1886. — 40 с.).